# Frente de Tierra
El Frente de Tierra es uno de los cuatro frentes que cercan el Primer Recinto Fortificado de la ciudad española de Melilla. Se halla al oeste del Primer Recinto Fortificado de Melilla la Vieja.

## Descripción

### Zona baja
Tras el Túnel de San Ana, la Capilla de Santiago y la Puerta de Santa Ana; del siglo XVI y horadados en la Muralla de las Puertas, construida en 1520 según proyecto de Juan Vallejo, y en el que se encuentra un Escudo de Carlos V. Esta puerta da paso a la Plaza de la Avanzadilla; un antiguo foso excavado en el siglo XVI, al que en 1687 se le hizo levadizo el puente que lo salvaba según diseño de Octavio Meni y dirección de Toscano Brito. El foso fue cegado a finales del siglo XIX, para que en 1897 se levantasen varios pabellones, los cuales fueron derribados en los años cincuenta del siglo XX. En 1965 se reformó la plaza según diseño del ingeniero Joaquín Rodríguez Puget. Más adelante se encuentra la Puerta de Santiago; del siglo XVI, con el Foso de Santiago delante de ella, excavado en 1515 y ampliado y profundizado a mediados de ese mismo siglo. Este foso se rellenó hasta la altura del Mantelete en el 2006, para permitir el paso desde el pasadizo del Mantelete a la Ensenada de los Galápagos, a la que se le había vertido arena para convertirla en una playa.

### Zona alta
De sur a norte, se encuentra la Torre de la Vela, sobre la Batería de las Puertas, sede del Museo Andrés García Ibáñez de Arte Moderno y Contemporáneo, por la que sea accede a la Capilla de la Enramada, del siglo XVI, a unos calabozos y a la Batería de la Muralla Real, siglo XVIII, con los torreones del Vigía de Tierra y de la  Ampolleta Vieja y un repuesto de pólvora.
A continuación continúa la muralla hasta el Baluarte de la Concepción Baja, sobre el que se halla la casa del segundo farero, siglo XX en la calle de la Concepción y el despacho del cronista oficial, 1950, en el ángulo. 
Y, por último, dominando la altura de El Caballero, se encuentra el Baluarte de la Concepción, compuesto por el Baluarte de la Concepción Alta, el Museo Militar de Melilla, que incluye un Almacén de Pólvora del siglo XVIII, las plataformas de artillería, la Lengua de Sierpe, la Torre de San Sebastián y el Baluarte de la Concepción Baja, con la Casa del 2º Farero y el antiguo despacho del cronista oficial.<

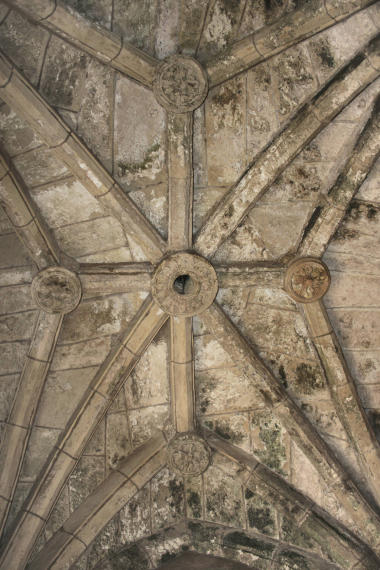
Capilla de Santiago
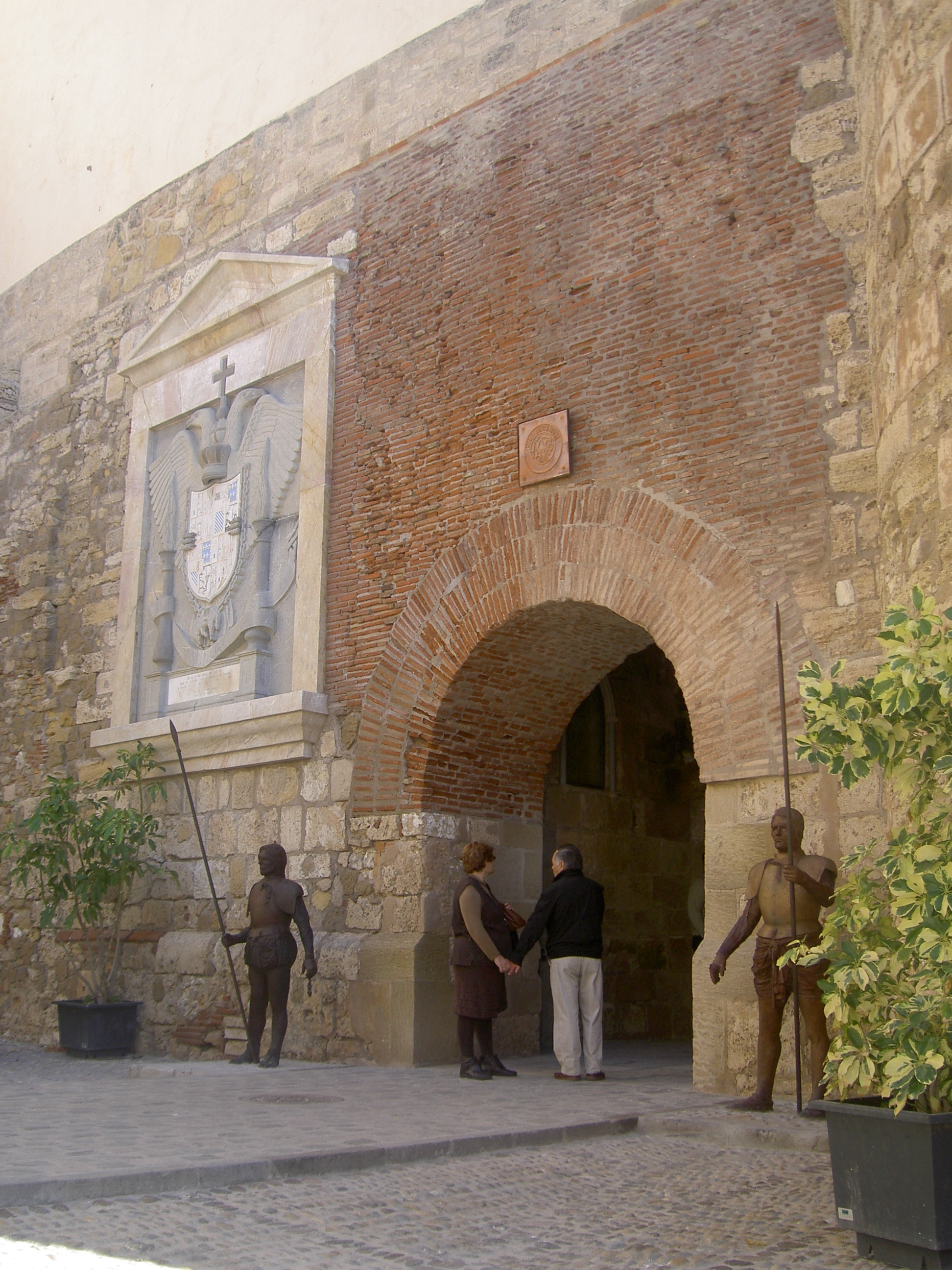
Puerta de Santa Ana
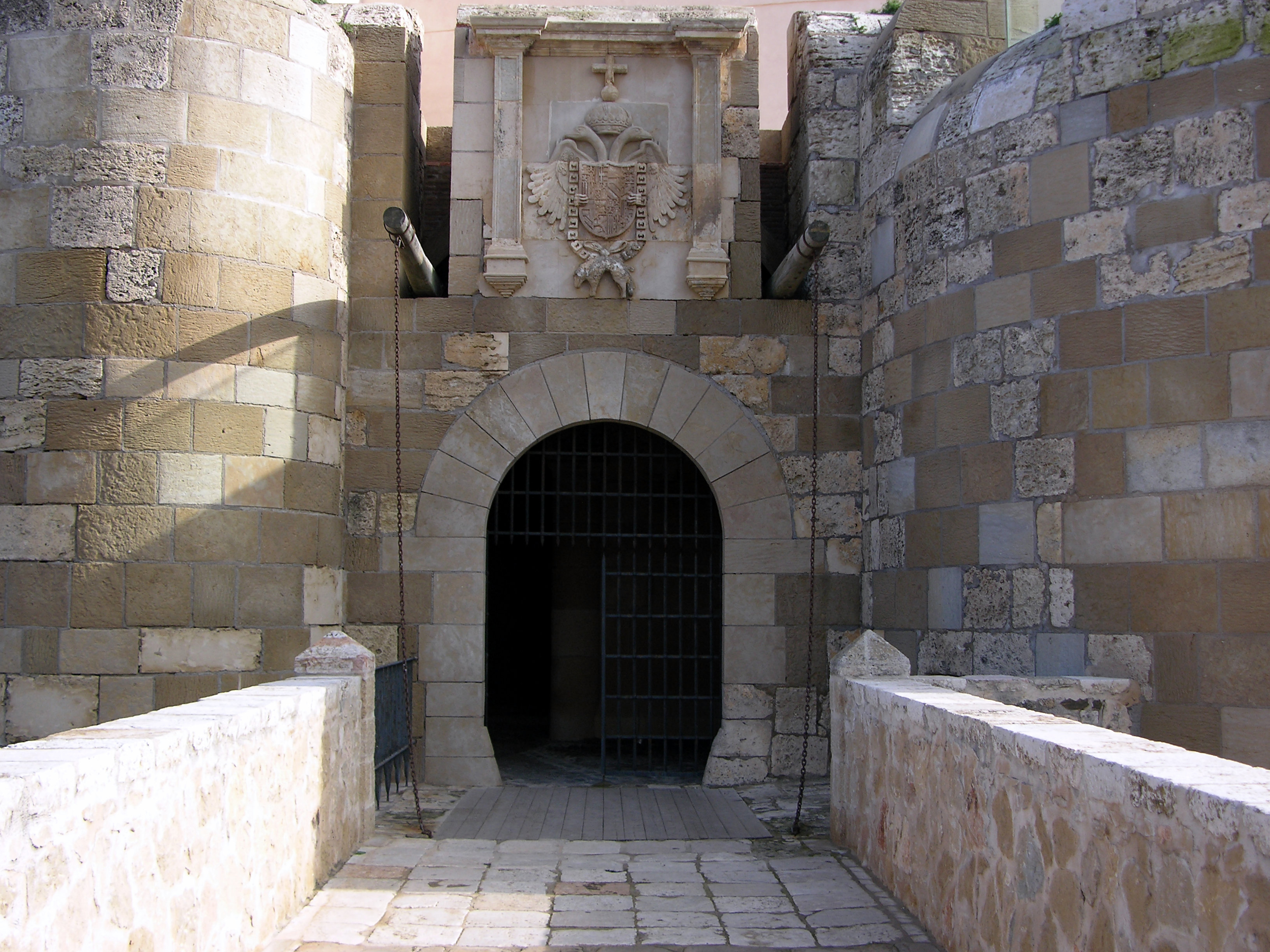
Puerta de Santiago
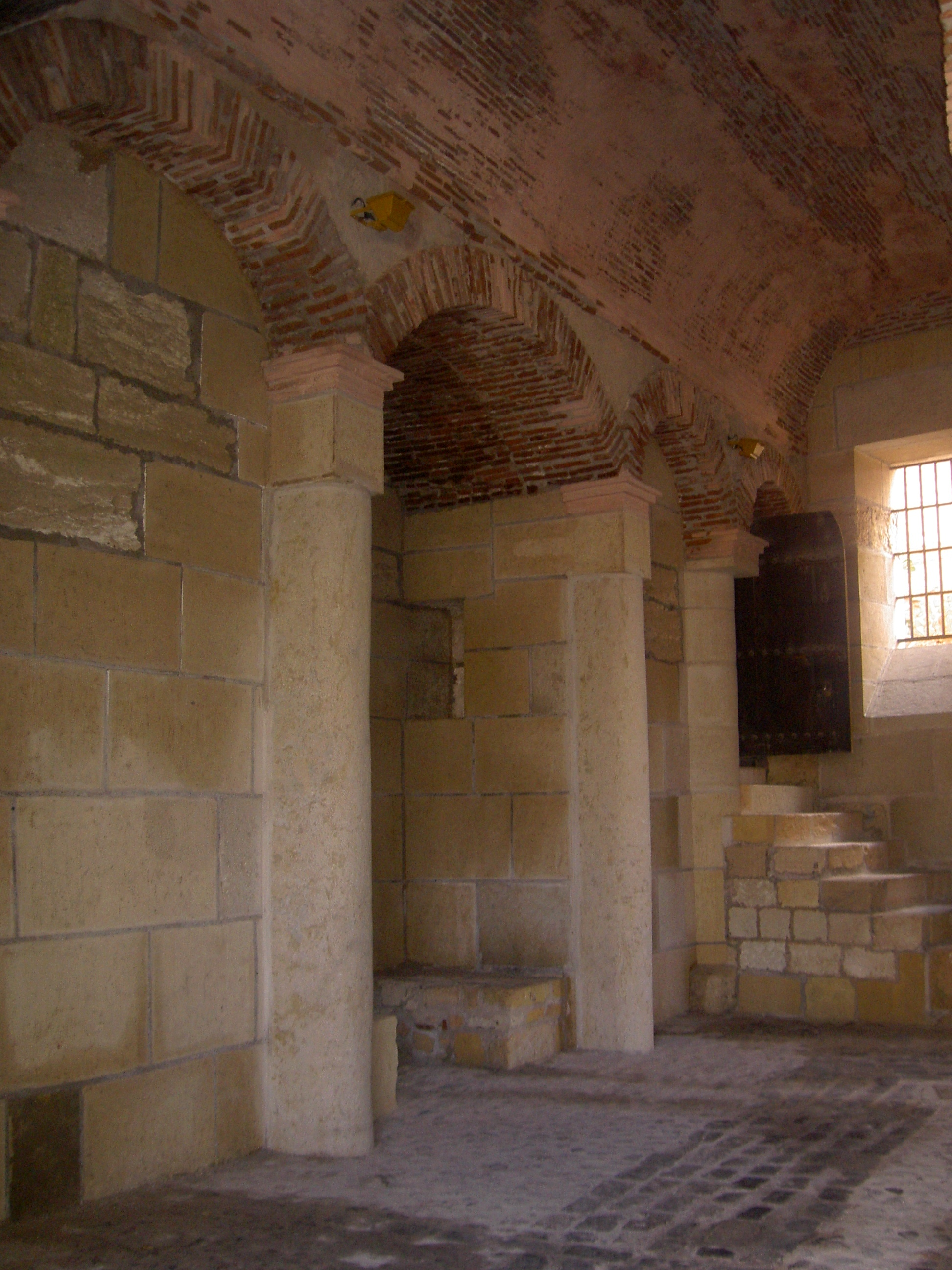
Puerta de Santiago
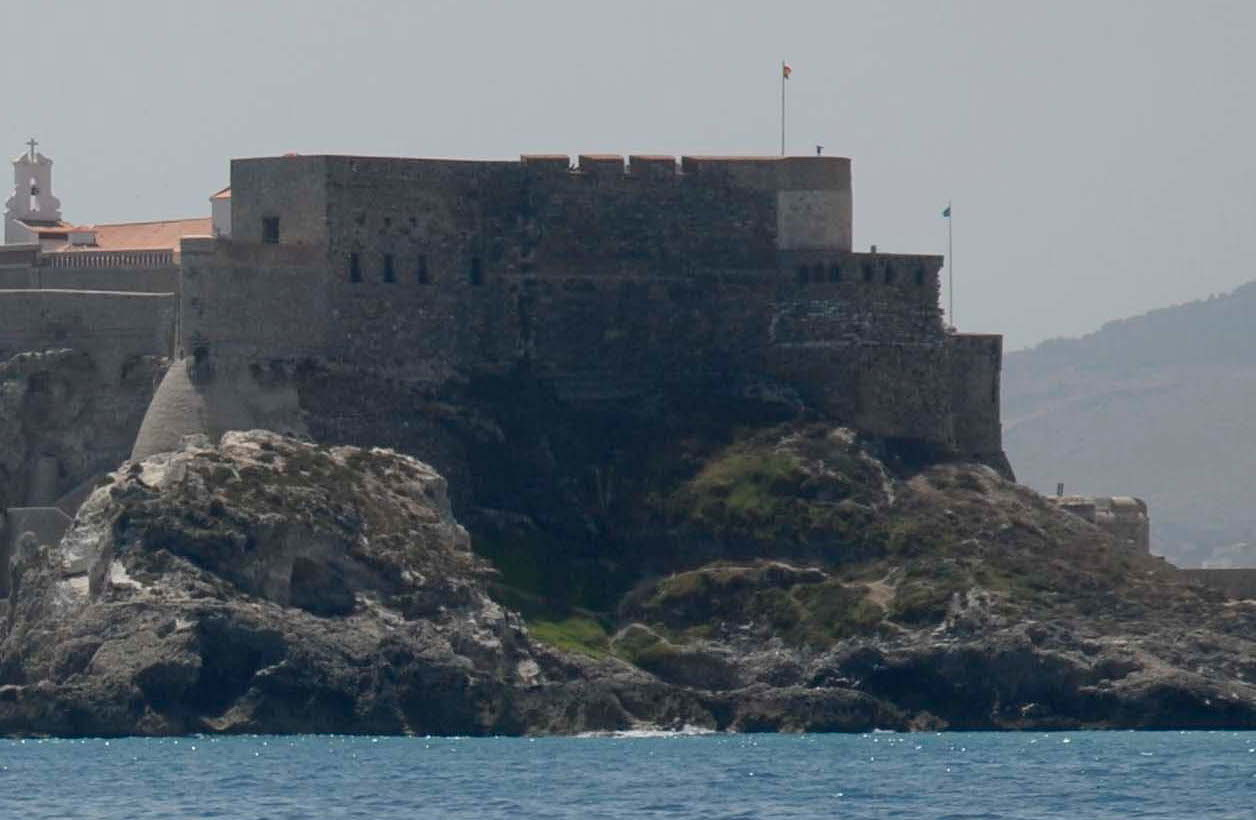
Baluarte de la Concepción Alta
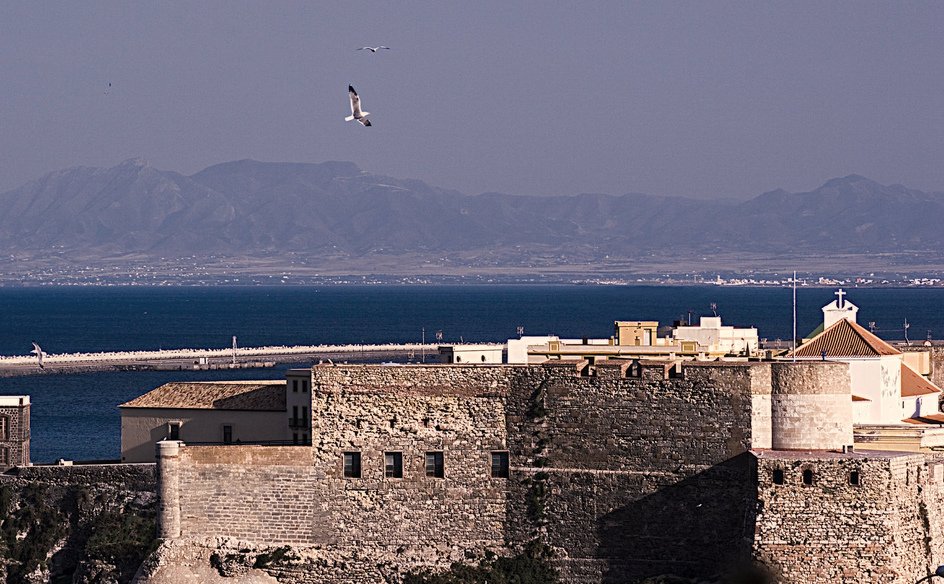
Baluarte de la Concepción Alta
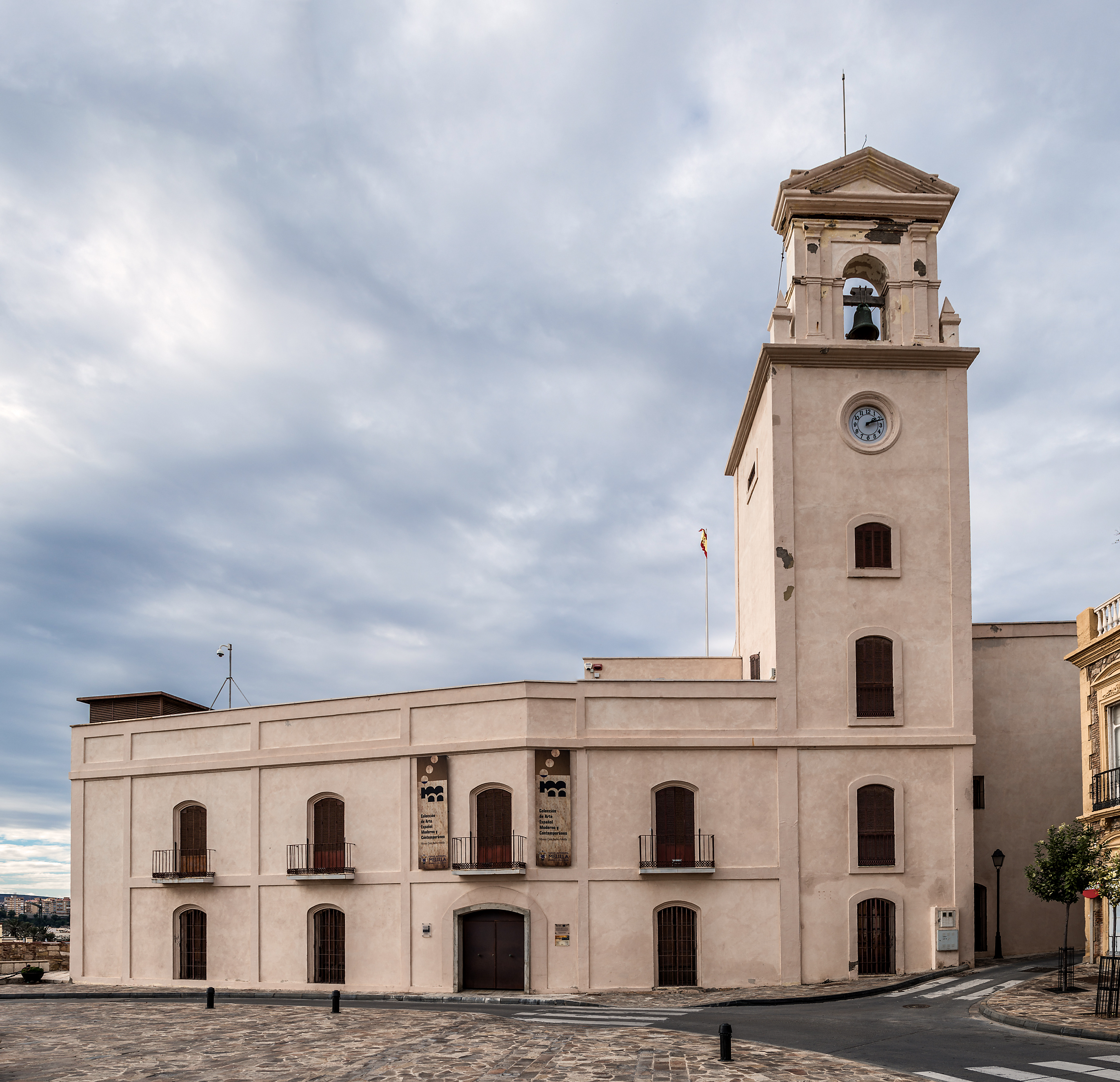
Torre de la Vela